# Killa Bees Attack
Killa Bees Attack – kompilacyjny album amerykańskiej grupy hip-hopowej Wu-Tang Clan, wydany 4 listopada 2008 roku, nakładem J Love Enterprises.

## Lista utworów
1. Come On- 2:46
2. Late Night Arrival - 1:57
3. Straight Out The Gutter - 1:53
4. Clientele Kids (Remix) - 3:00
5. The Show (Remix) - 2:42
6. Say What (Remix) - 3:37
7. Never - 1:40
8. U Used 2 Be - 1:52
9. Swordplay - 3:33
10. HeÆs A Rebel - 3:50
11. Silent - 2:35
12. Reunited - 4:43
13. Secret Rivals - 3:27
14. D.T.D. - 2:12